# Afelimomab
Afensonomab (MAK 195F) là một kháng thể đơn dòng kháng TNFa. Sử dụng afensonomab làm giảm nồng độ interleukin -6 ở bệnh nhân nhiễm trùng huyết, nhưng chỉ làm giảm tỷ lệ tử vong.